# سوفیان دیوپ
سوفیان دیوپ (انگلیسی: Sofiane Diop؛ زادهٔ ۹ ژوئن ۲۰۰۰) بازیکن فوتبال اهل فرانسه است.
از باشگاه‌هایی که در آن بازی کرده‌است می‌توان به آ.اس موناکو و باشگاه فوتبال سوشو اشاره کرد.
وی همچنین در تیم‌های ملی فوتبال زیر ۱۸ سال فرانسه، زیر ۱۹ سال فرانسه، زیر ۲۰ سال فرانسه، و زیر ۲۱ سال فرانسه بازی کرده‌است.